# مسجد المحمودية (القاهرة)
مسجد المحمودية (القاهرة التاريخية) يقع هذا المسجد بميدان محمد علي على يسار الصاعد منه إلى القلعة، أنشأه محمود باشا وإلى مصر من قبل الدولة العثمانية في سنة (975 هـ) ~ ( 1567م ).

## وصفه
له مدخلان متقابلان أحدهما في منتصف الوجهة الشمالية والثاني في منتصف الوجهة الجنوبية ويتوصل إلى كل منهما ببضع درجات، ، وهو خال من جهاته الأربع ومبنى مرتفعا عن منسوب الطريق وفتح بوجهاته صفان من الشبابيك تعلوها مقرنصات وتتوجها شرفات مورقة، ومنارته أسطوانية تحليها خطوط رأسية بارزة ولها دورة واحدة مكونة من مقرنصات متعددة الحطات وتغطيها مسلة مخروطية على نمط مآذن الطراز العثماني، وهي تقوم على قاعدة أسطوانية مثلها تقع بالناصية الشرقية الجنوبية للمسجد كنظيرتها بمسجد السلطان حسن.
وتخطيطه عبارة عن حيز مربع طول ضلعه 19.80 متر تتوسطه أربعة أعمدة ضخمة من الجرانيت ترتكز عليها أربعة عقود تحمل سقف الجزء الأوسط من المسجد المرتفع عن باقى سقفه.
ويتوسط الجدار الشرقي محراب حجري بجواره منبر خشبى وإلى يساره باب يؤدى إلى مربع صغير بارز عن سمت جدار المحراب تغطيه قبة مرتفعة ووقوع القبة خلف المحراب ظاهرة اقتبست من مثيلتها بمسجد السلطان حسن أيضا.
وجميع أسقف المسجد من الخشب المنقوش بزخارف جميلة ملونة ومذهبة ويحيط بها إزار مكتوب به آيات قرآنية واسم المنشئ وتاريخ الإنشاء سنة 975 هجرية.
هذا ويحلى جدران المسجد من الداخل شبابيك من الجص المفرغ المملوء بالزجاج الملون.
وقد توالت أعمال الإصلاح بهذا المسجد وكان آخرها ما أمر به جلالة الملك المعظم فاروق الأول من تقوية عقوده وإصلاح سقفه وقد تم ذلك في سنة 1940 ميلادية.

## معرض صور

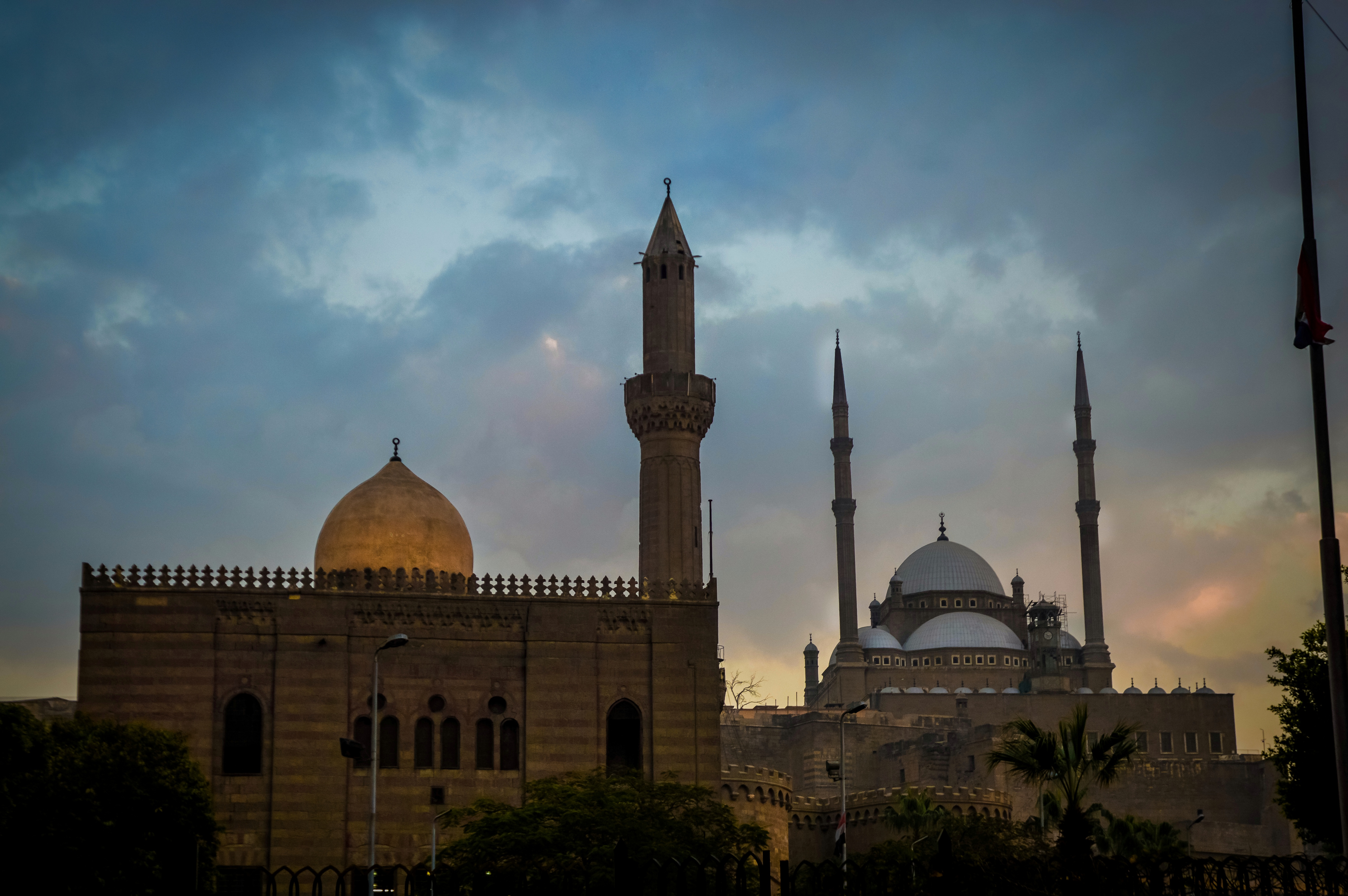
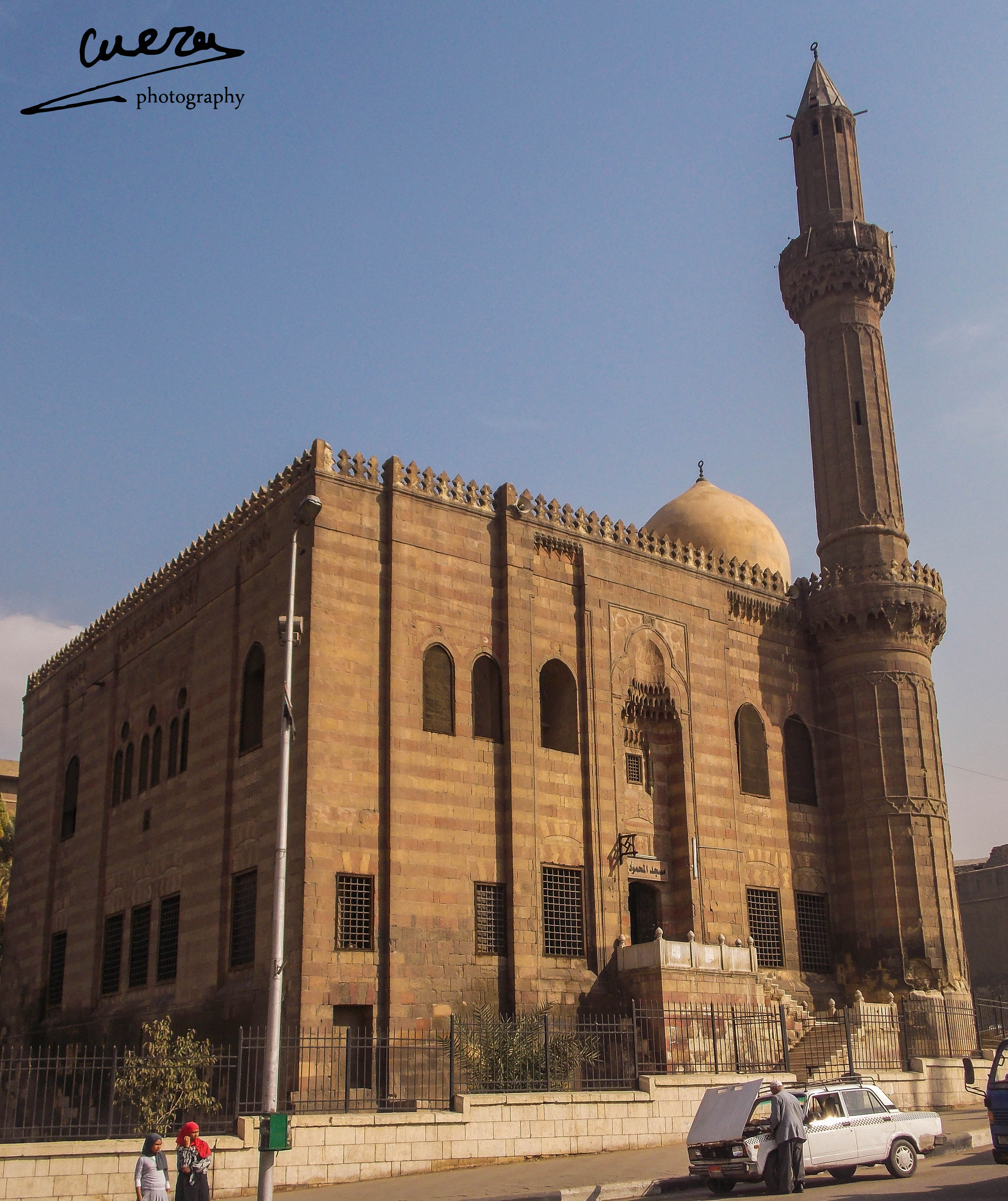
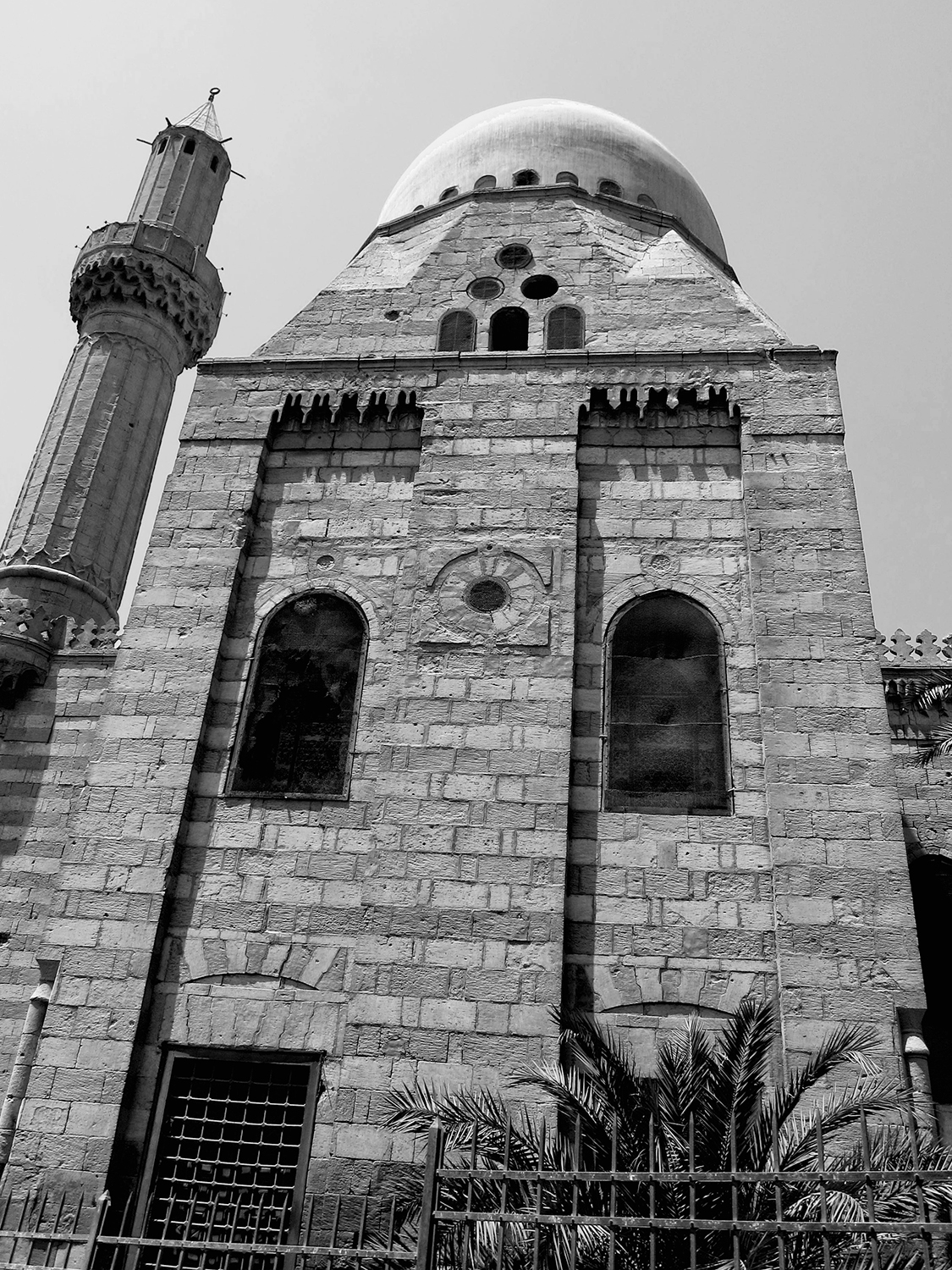
مسجد المحمودية
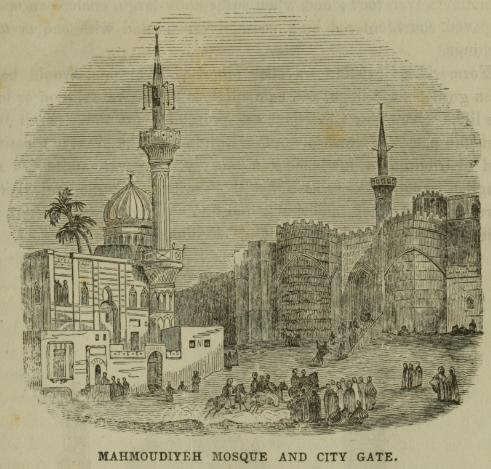
المسجد وأحد أبواب القاهرة
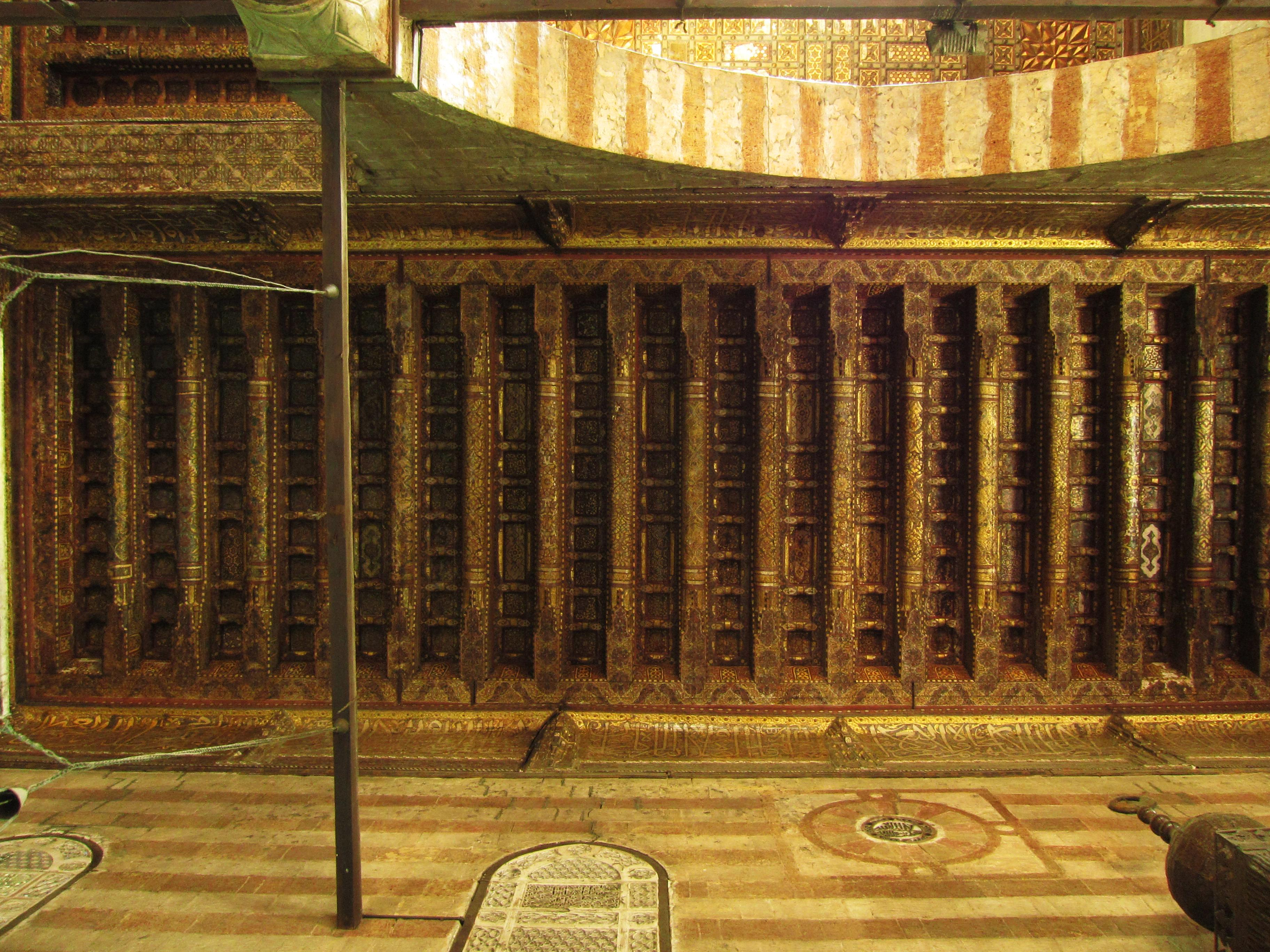
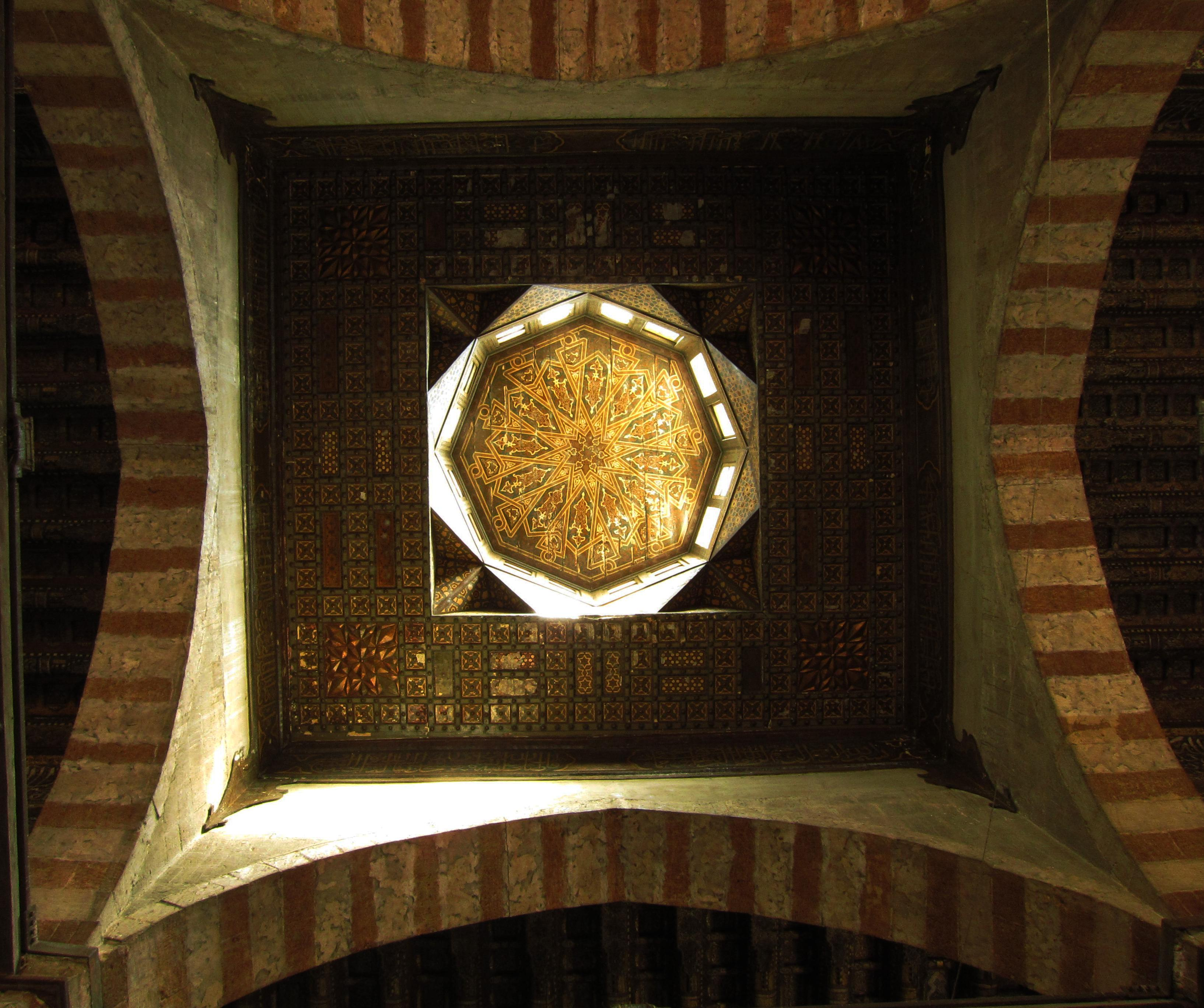
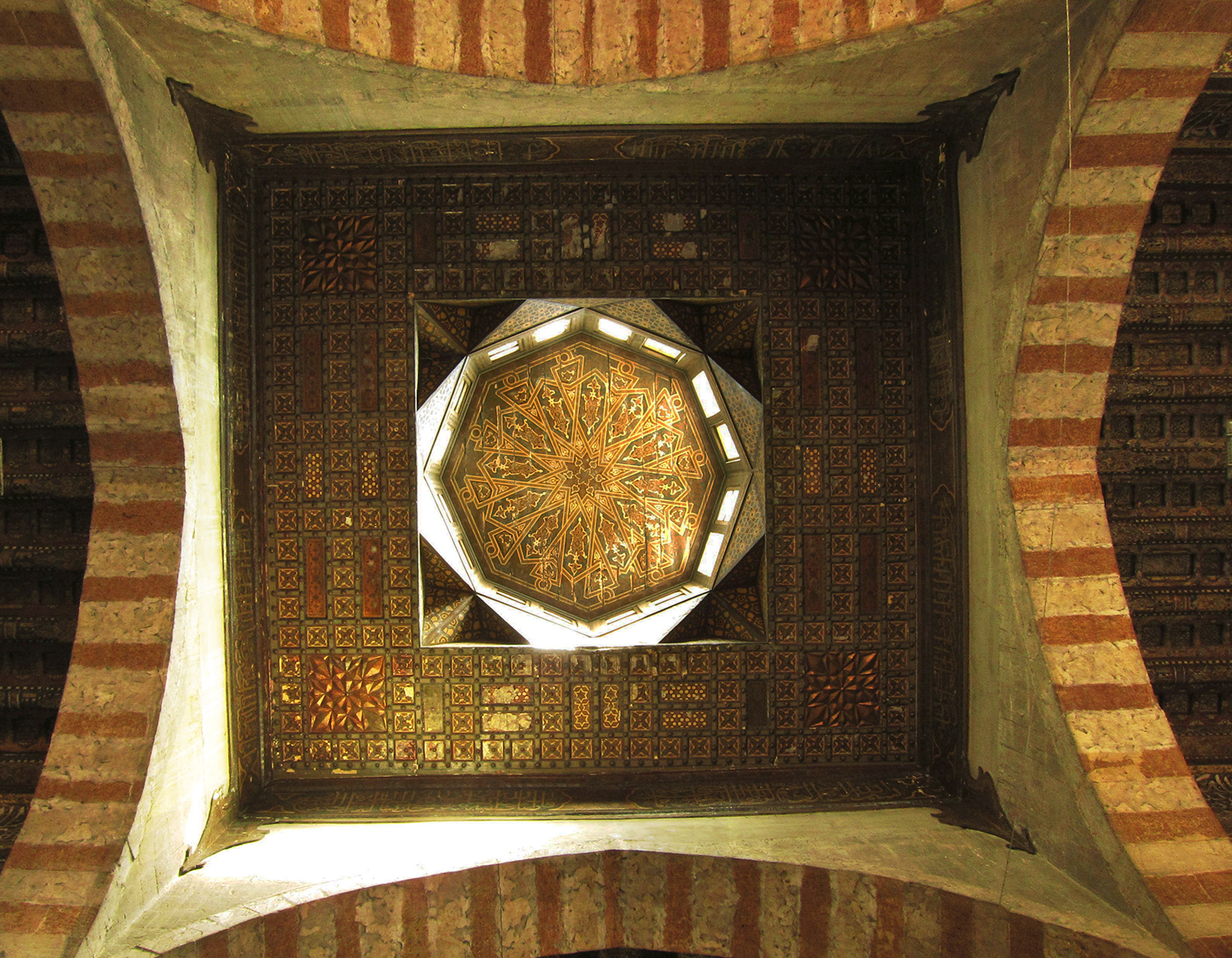
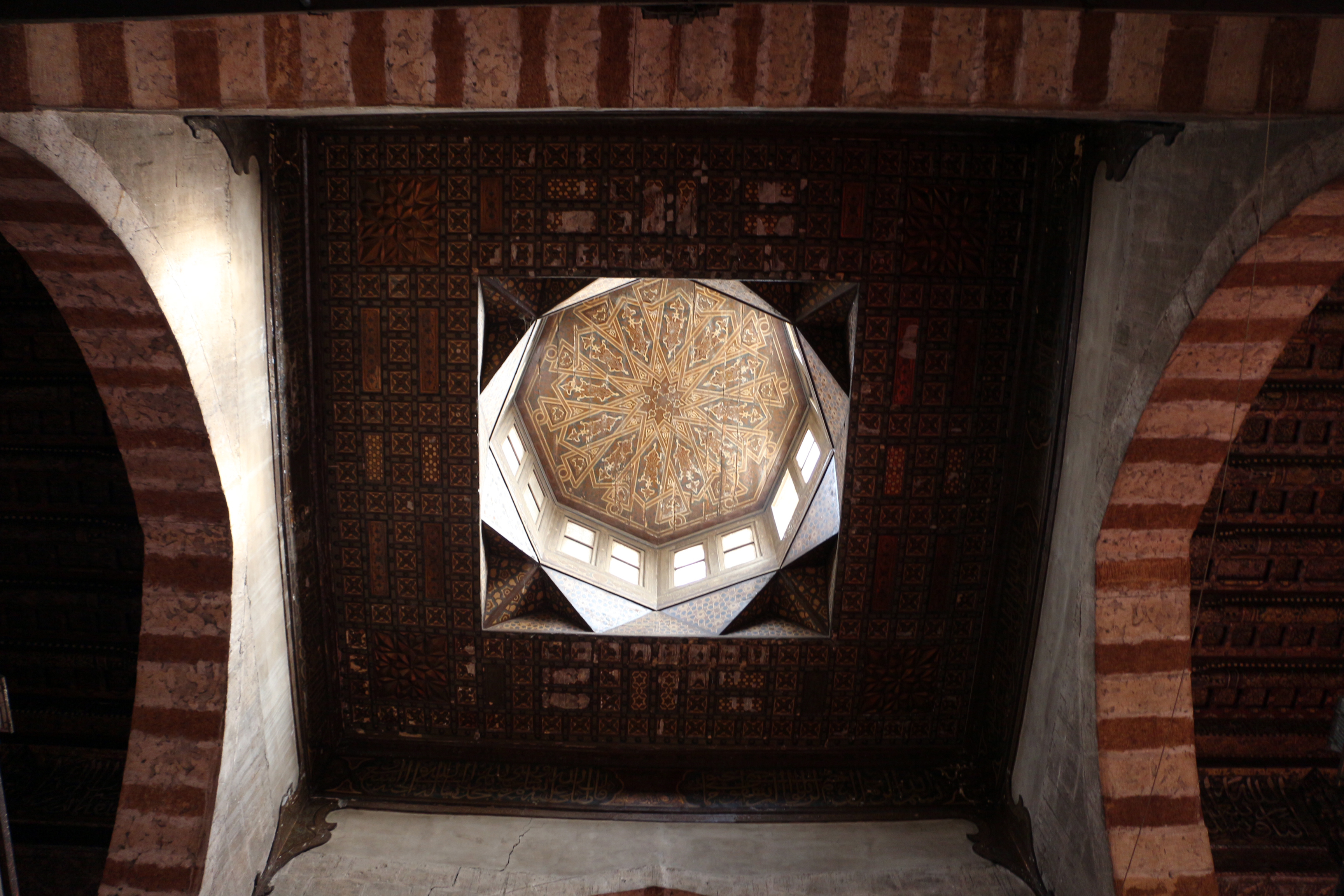
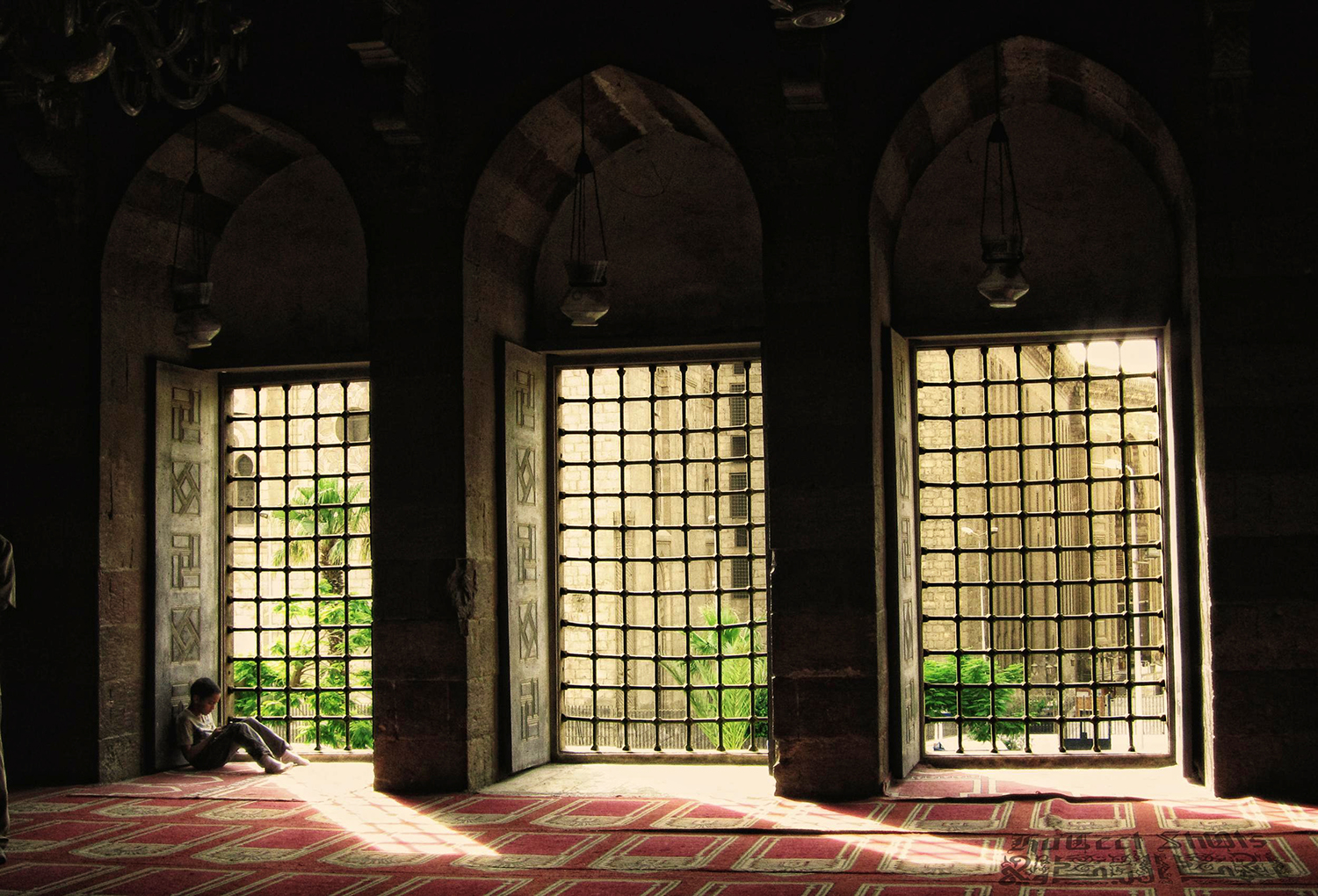
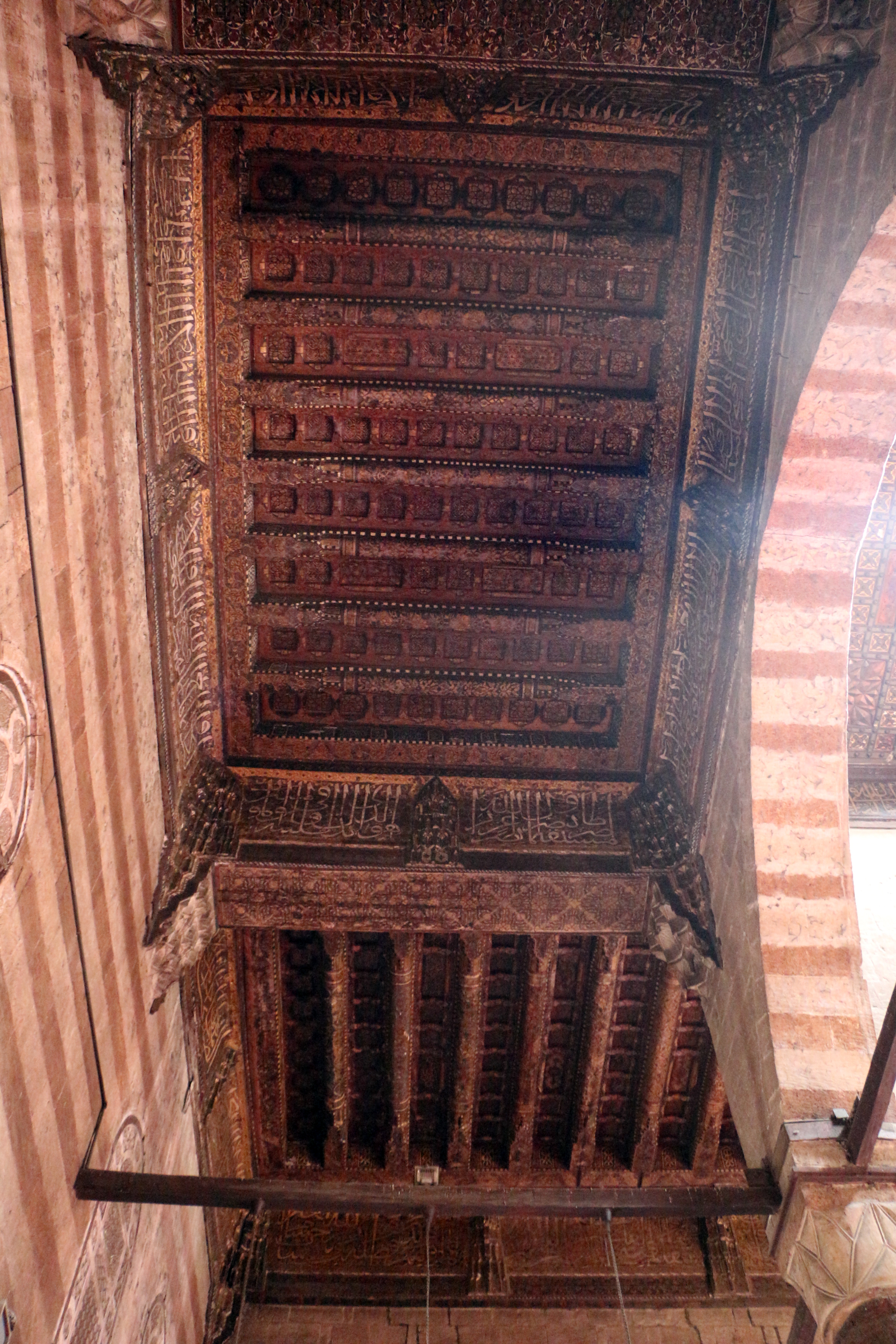
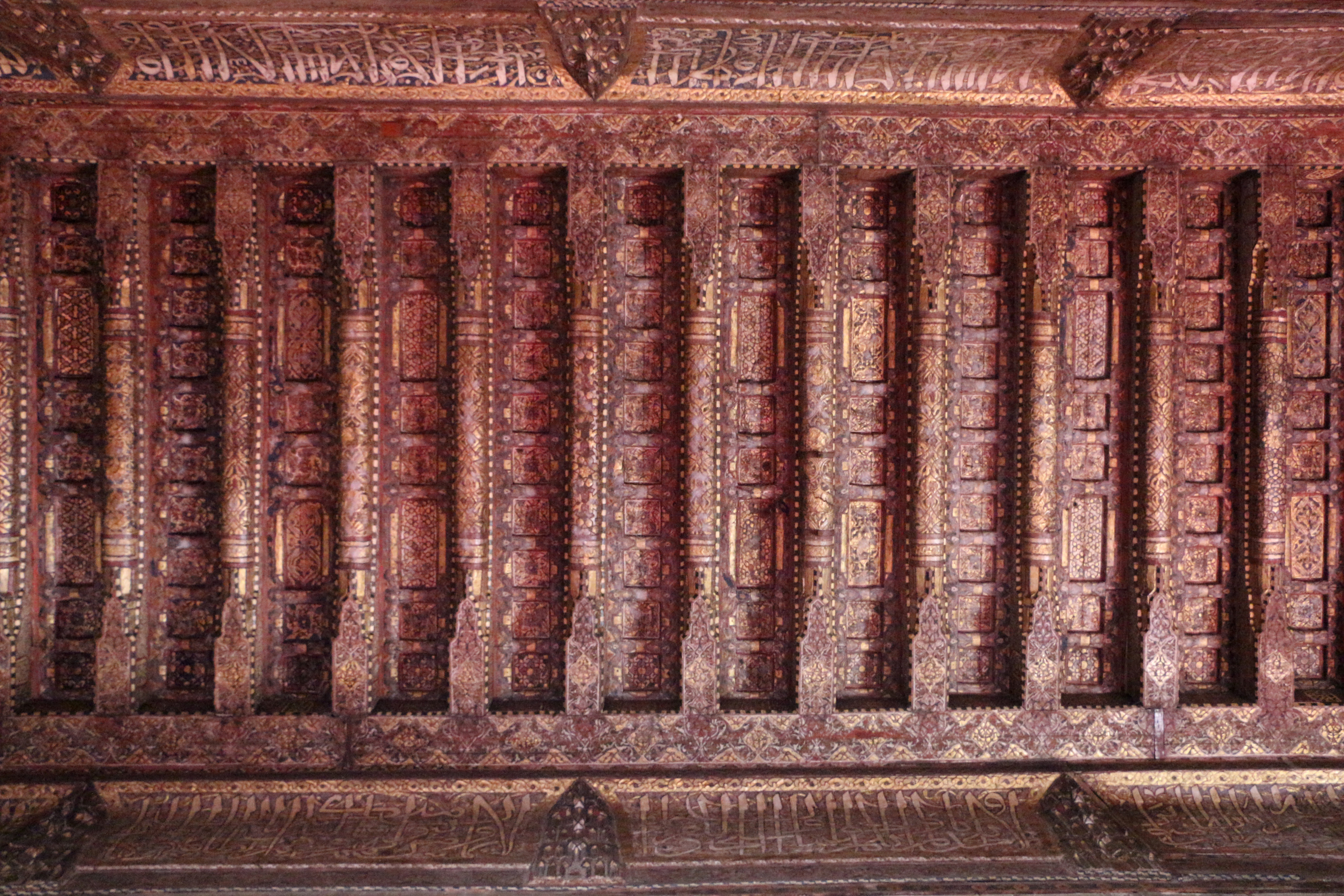
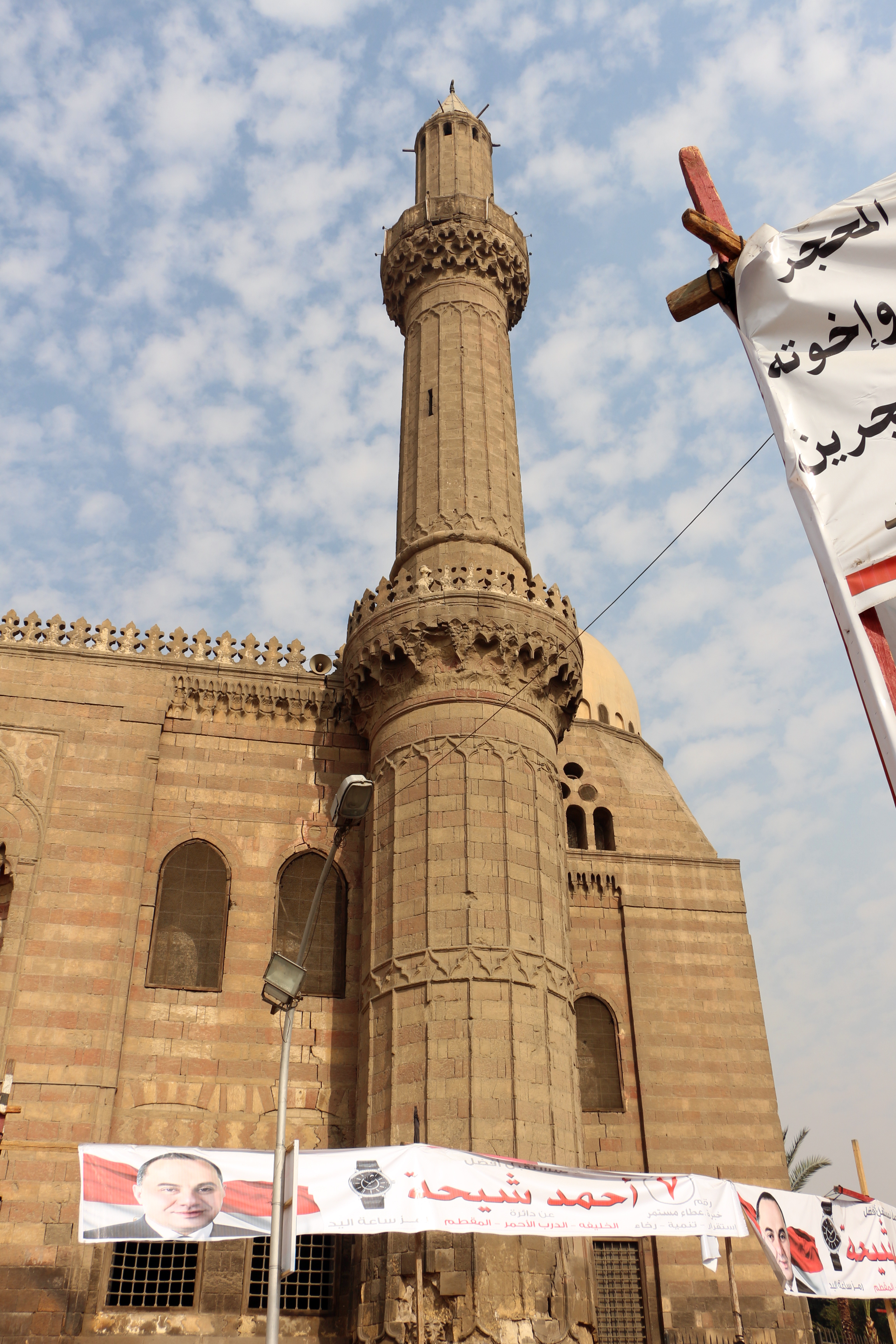
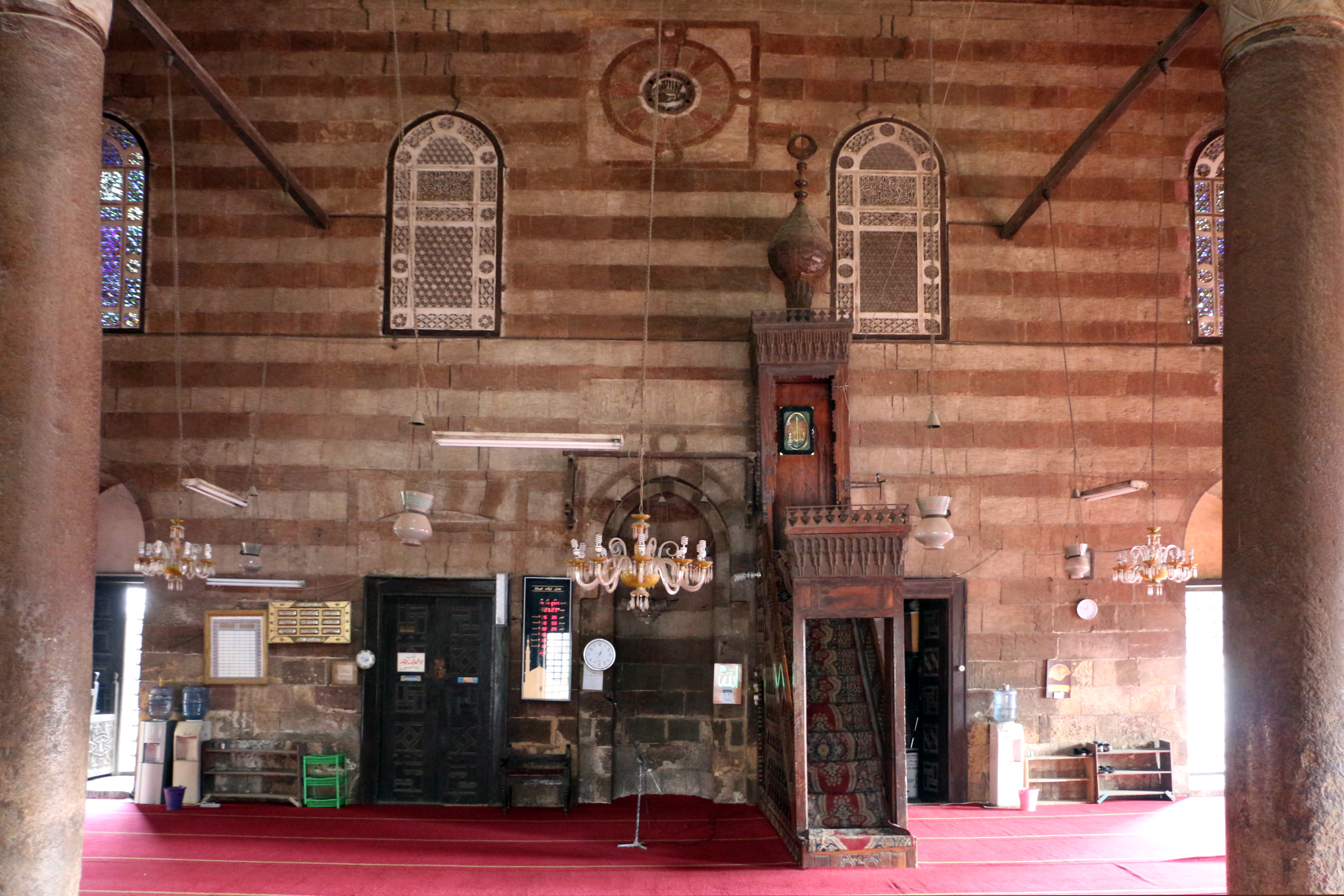
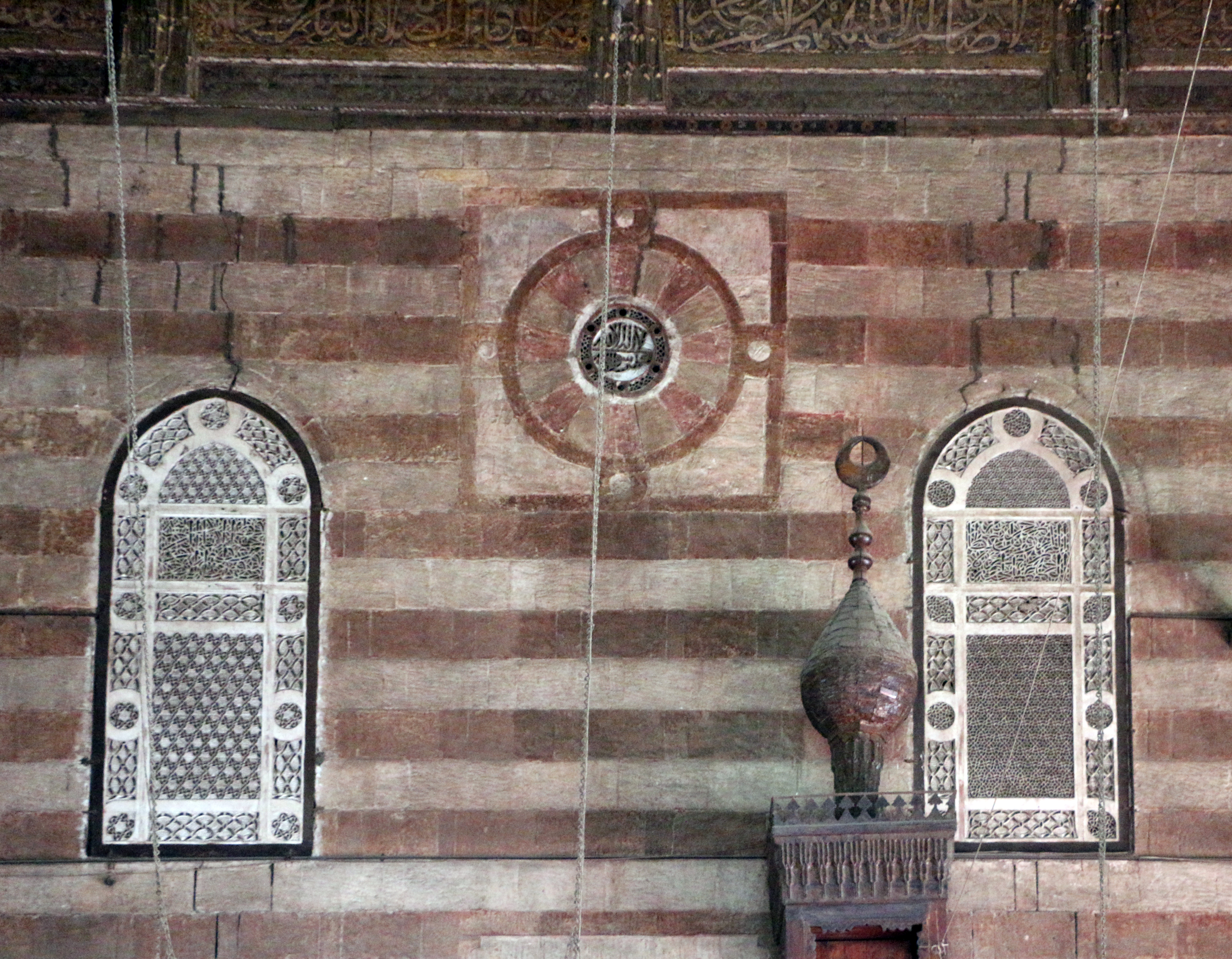
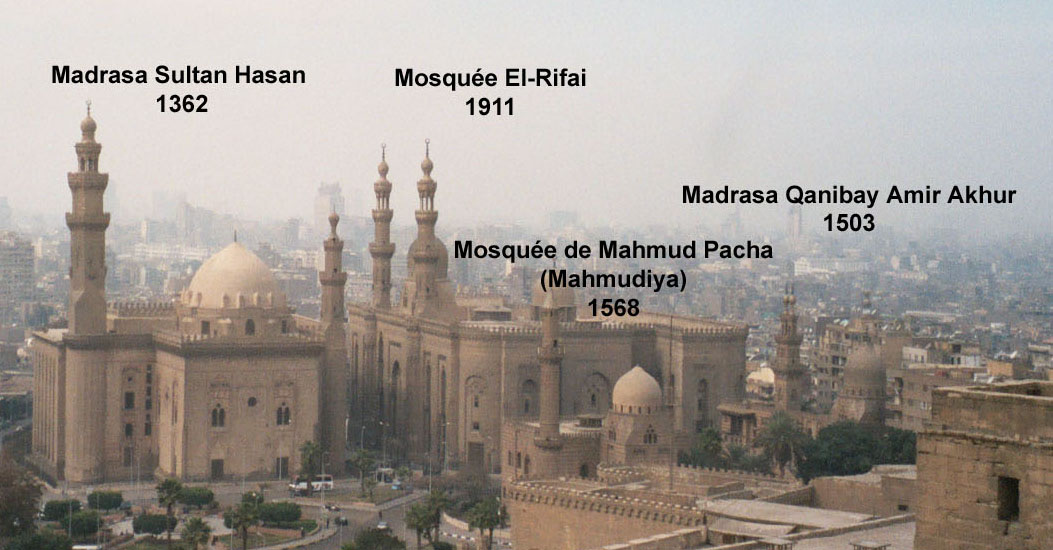
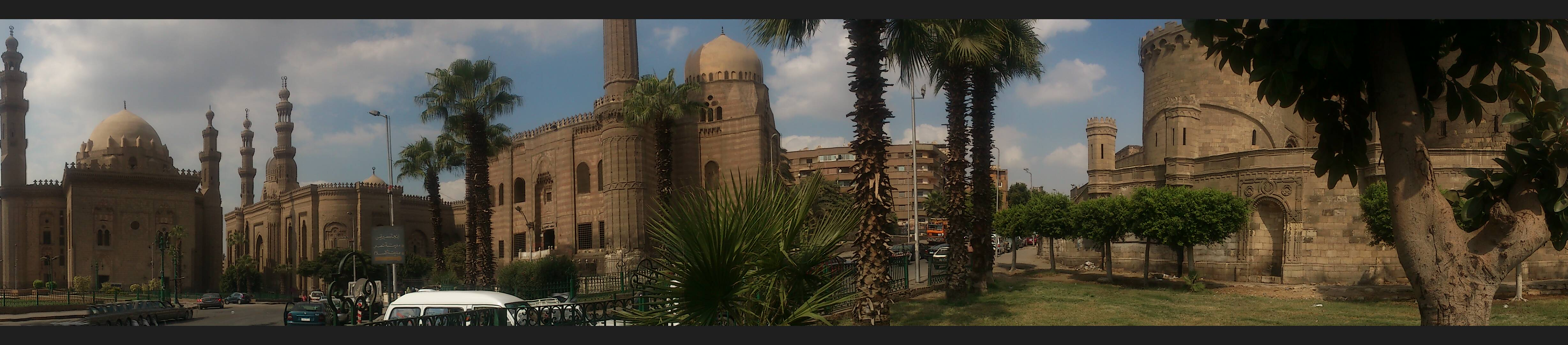
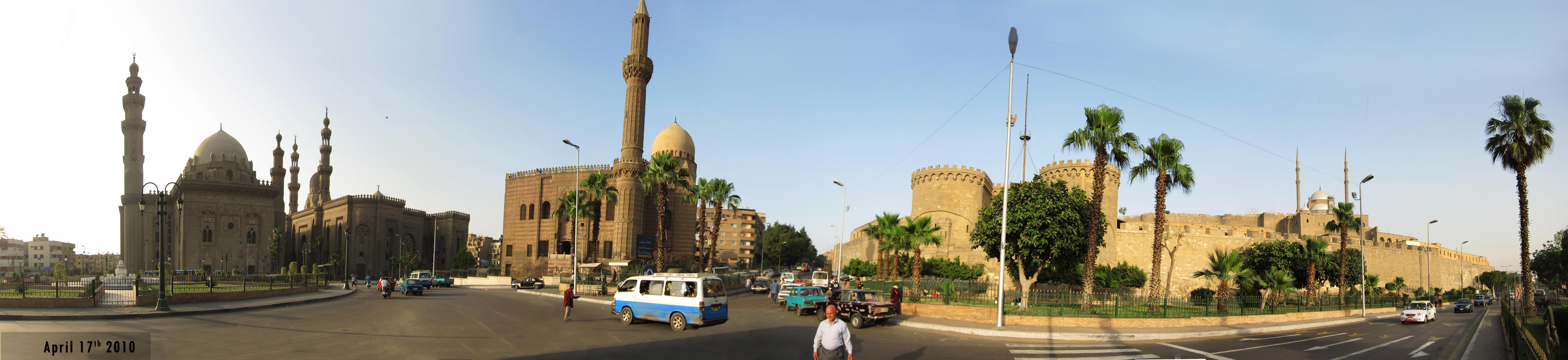
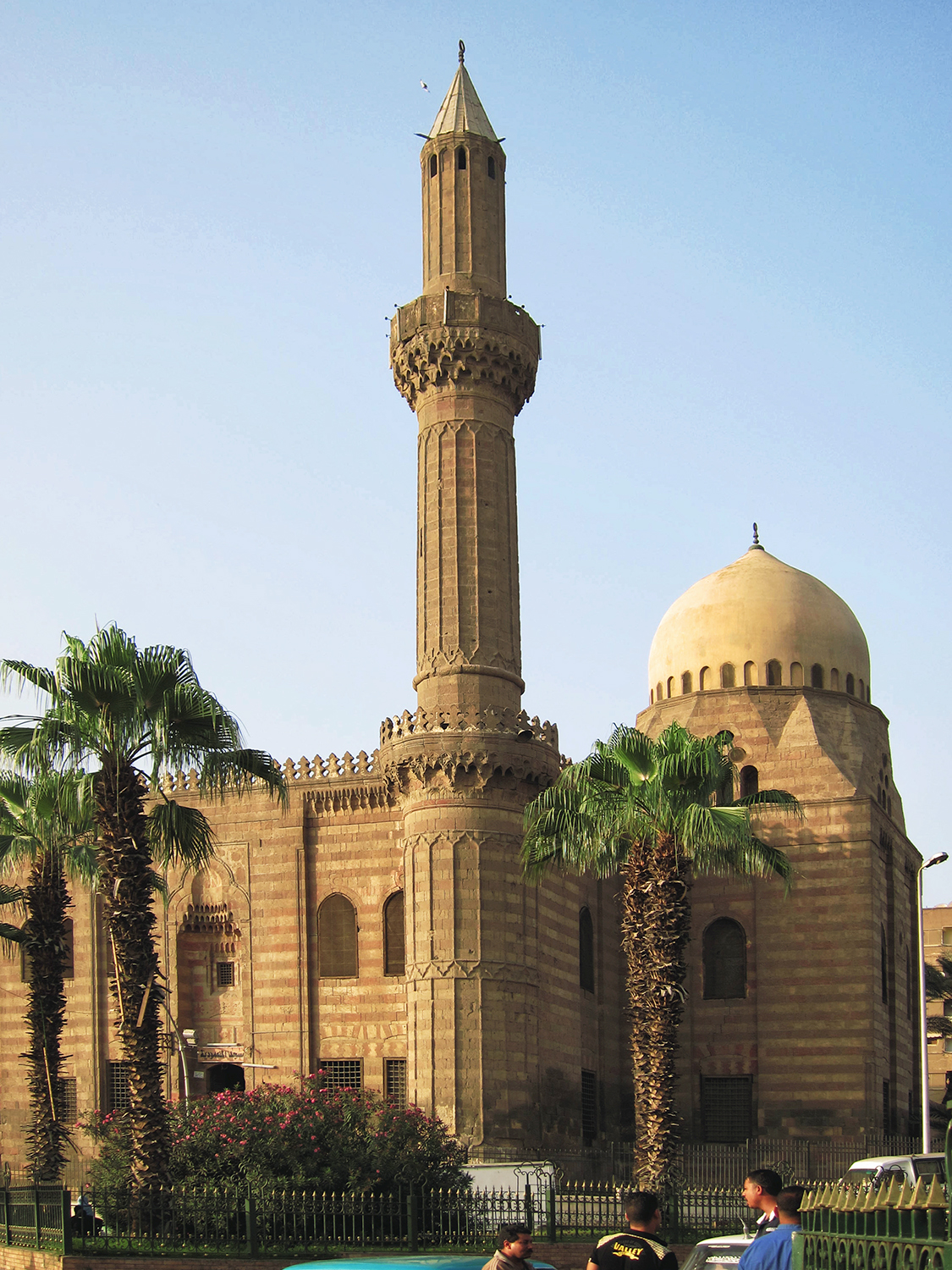
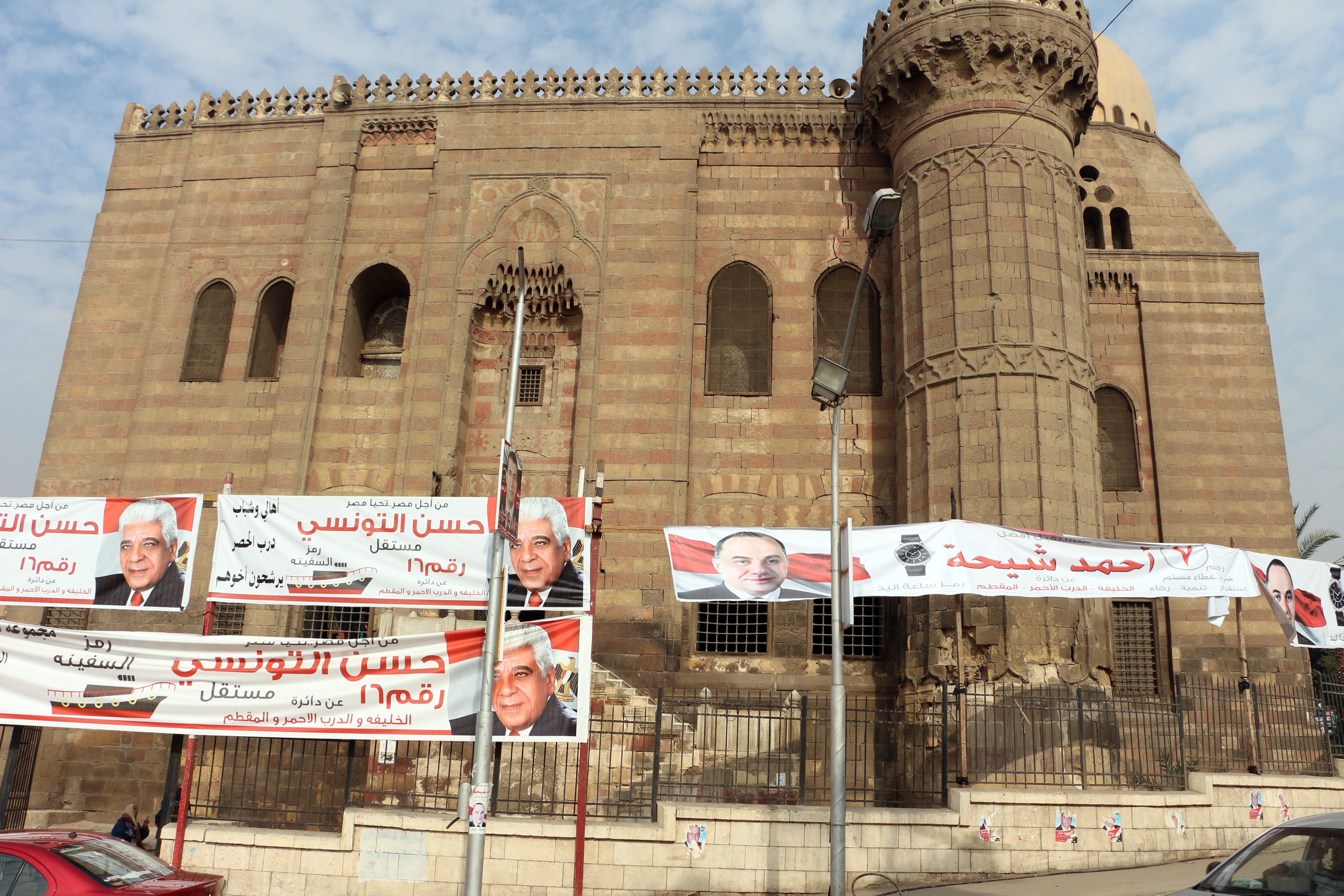
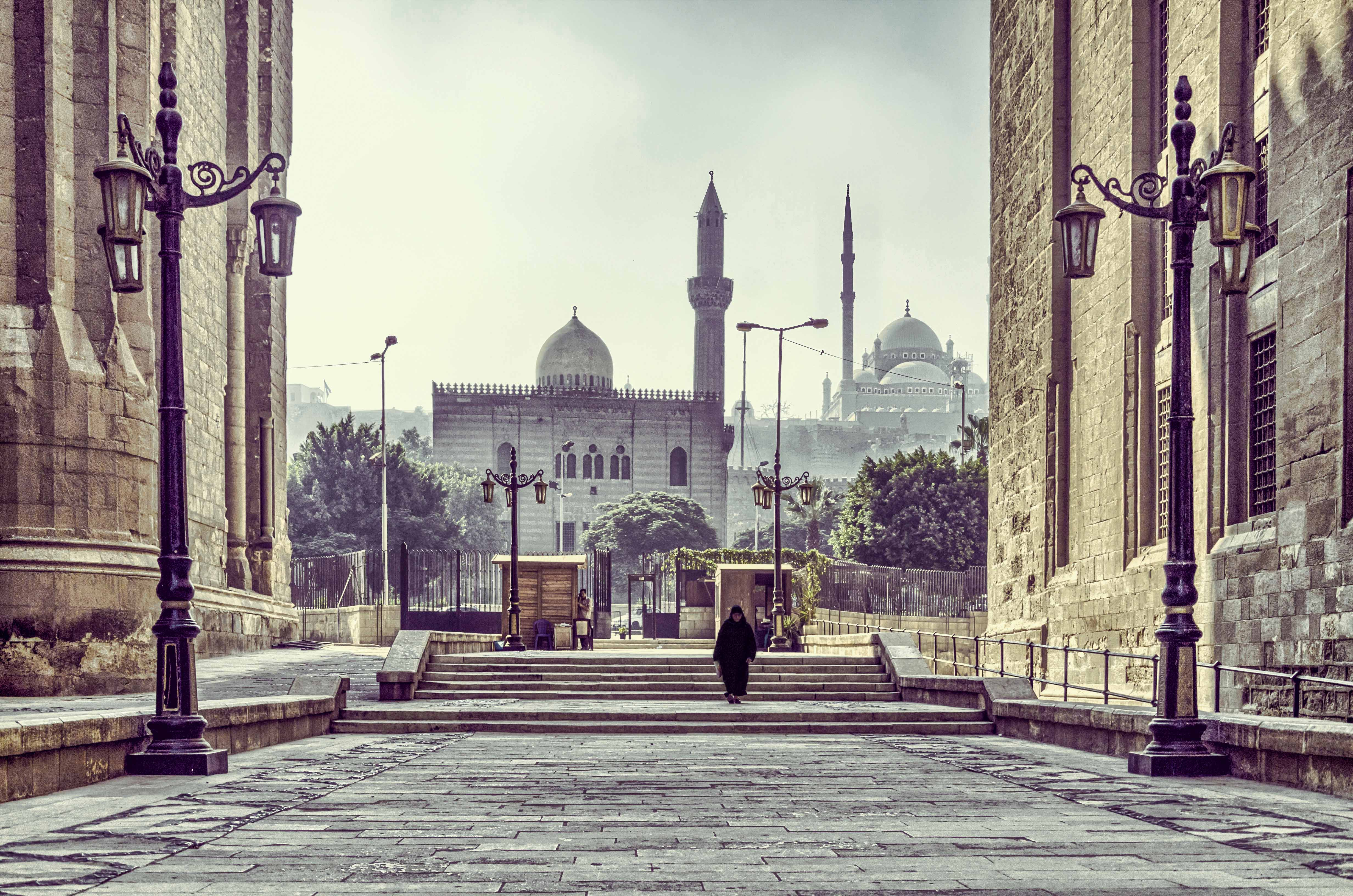
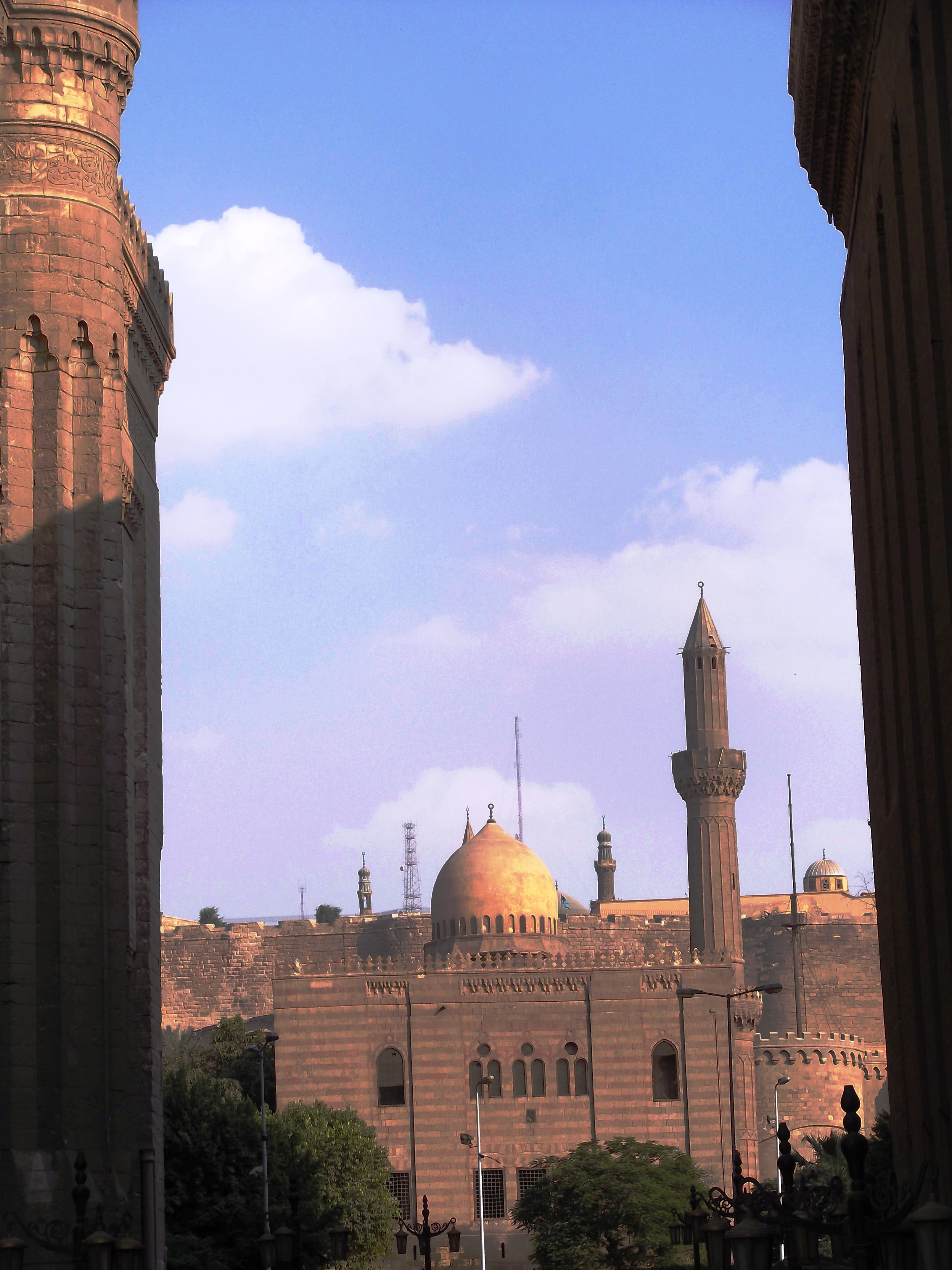
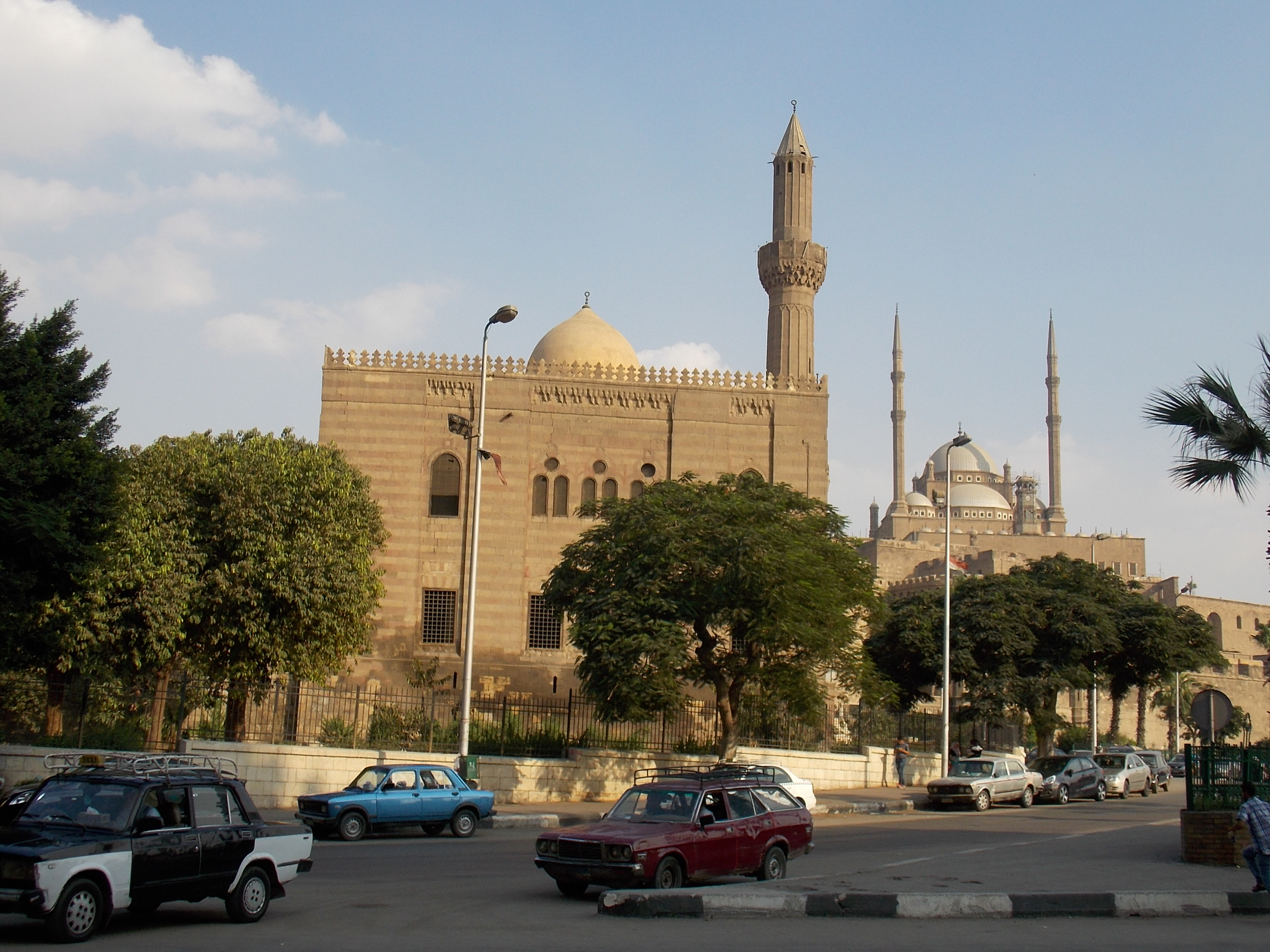
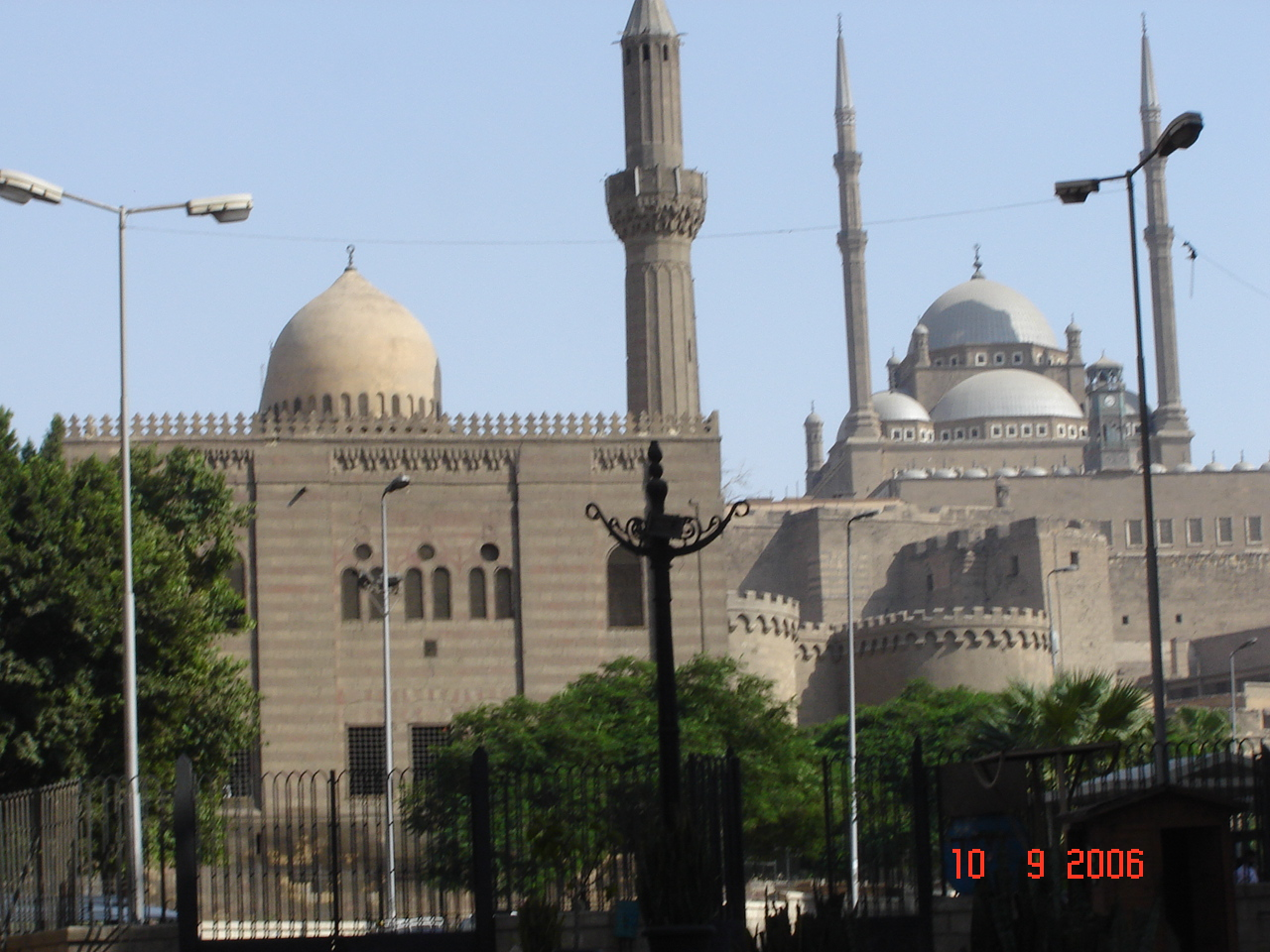
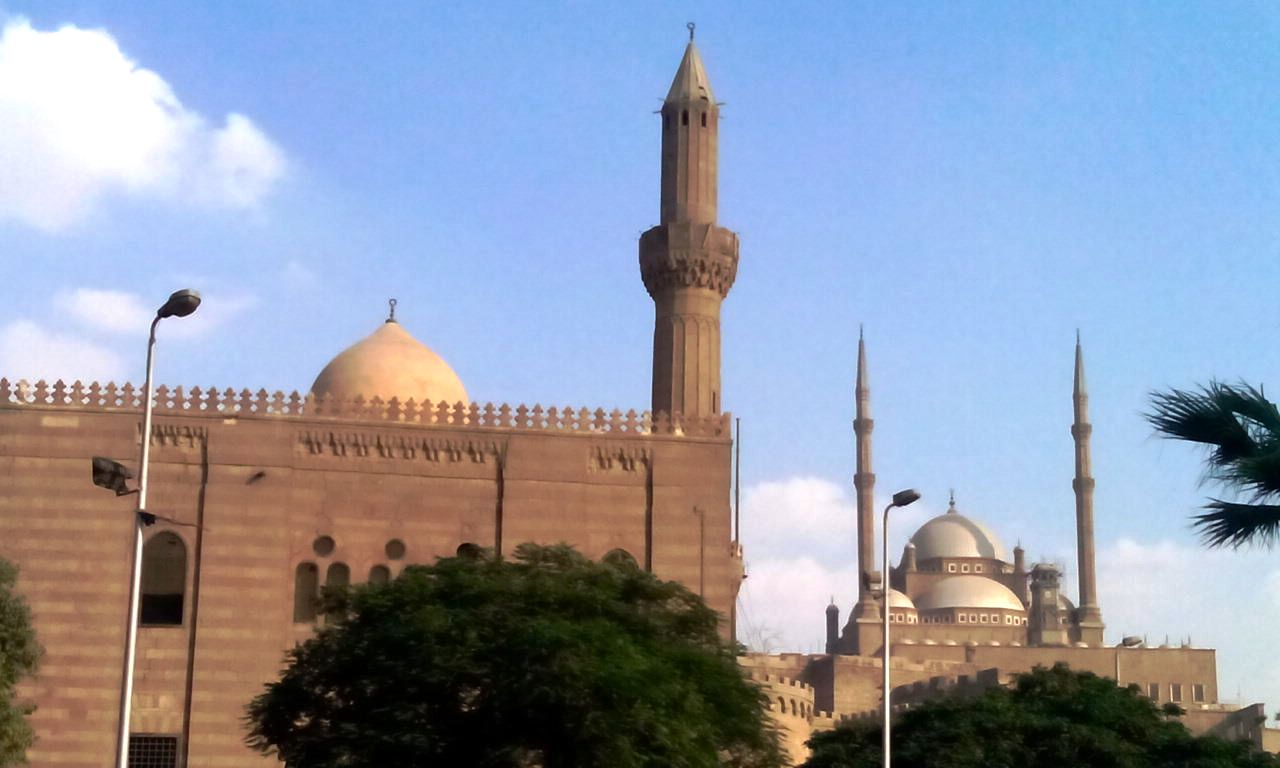

## وصلات خارجية
- آثار القاهرة الأسلامية - مسجد المحمودية